# Mosdóssy Imre (festő)
Mosdóssy Imre (Imre von Mosdossy) (Budapest, 1904. január 15. – Ontario, Kanada, 1995. április) festő, grafikus, bélyeg- és éremtervező.

## Életútja
A gimnázium után műszaki tanulmányokba kezdett, ám hamar váltott: 1923-tól már a Magyar Királyi Képzőművészeti Főiskola hallgatója volt, ahol 1927-ben középiskolai rajztanári oklevelet szerzett. Hollandiába, Franciaországba és Olaszországba utazott tanulmányútra.
A Székesfővárosi Iparrajziskola tanára lett. Portrékat, freskókat, film- és színházi reklámokat, könyvillusztrációkat, színházi díszleteket alkotott. Első díjat nyert állatkerti plakátjával. Nemzetközi vásárok, világkiállítások (például a New York-i) pavilonjainak dekorációját készítette el. Megfestette Berzeviczy Albert, a Magyar Tudományos Akadémia elnöke, Sipőcz Jenő, Budapest polgármestere és Friedrich István miniszterelnök portréját.
1945-ben hagyta el Magyarországot. Németországban, Franciaországban és Kolumbiában élt. 1963 végén Kanadában, Ontarióban telepedett le.
Mindvégig sokrétű, gazdag művészi tevékenységet fejtett ki, csak bélyegből közel kilencszázat tervezett számos ország (Kolumbia, Kanada, Haiti, Honduras) részére. 1979-ben, hetvenöt évesen Tűz Tamás tanúsága szerint még napi tizennégy órát töltött munkával.

## Főbb művei
- A 34. Eucharisztikus világkongresszus plakátja Pacelli bíboros, a későbbi XII. Piusz pápa arcképével
- A pamplonai (Kolumbia) szeminárium kápolnájának falfestménye, huszonhárom színes üvegablaka
- A San Laureano templom 32-alakos falfestménye és 31 színes üvegablaka (Lenguazaque, Kolumbia)
- Simón Bolívar álló képmása, Gomez államelnök arcképe (Ibagué, Kolumbia)
- Simón Bolívar életnagyságú lovas képe (Bogota)
- XIII. János és VI. Pál pápáról Kolumbia számára készített bélyegei
- Luz Marina Zuluaga szépségkirálynőről alkotott bélyege
- Kanadában híres bélyegei: a nemzetközi hidrológia 10. évfordulójára tervezett bélyeg, a Vincent Massey, a Sir Isaac Brock és a John McCrae emlékbélyegek
- Rojas Pinilla kolumbiai államelnök ezüstözött plakettje
- A 150 éves kolumbiai függetlenségi emlékérem
- Helen Kellerről a Société Commémorative de Femmes Célèbres számára készített emlékérme
- Szent Erzsébet halálának 750. évfordulójára rajzolt bélyege (Kolumbiának) és érme (Kanadának)

### További irodalom
- Patrick, Dave: Professor Imre von Mosdossy - artist, teacher, philosopher. Postmark v. 22, no. 4, 1968, 3–5. o.
- Három évtized története életrajzokban. Szerk. Gellért Imre és Madarász Elemér. Bp., Európa Irodalmi és Nyomdai Rt., [1932].